# Rally Costa del Sol de 1965

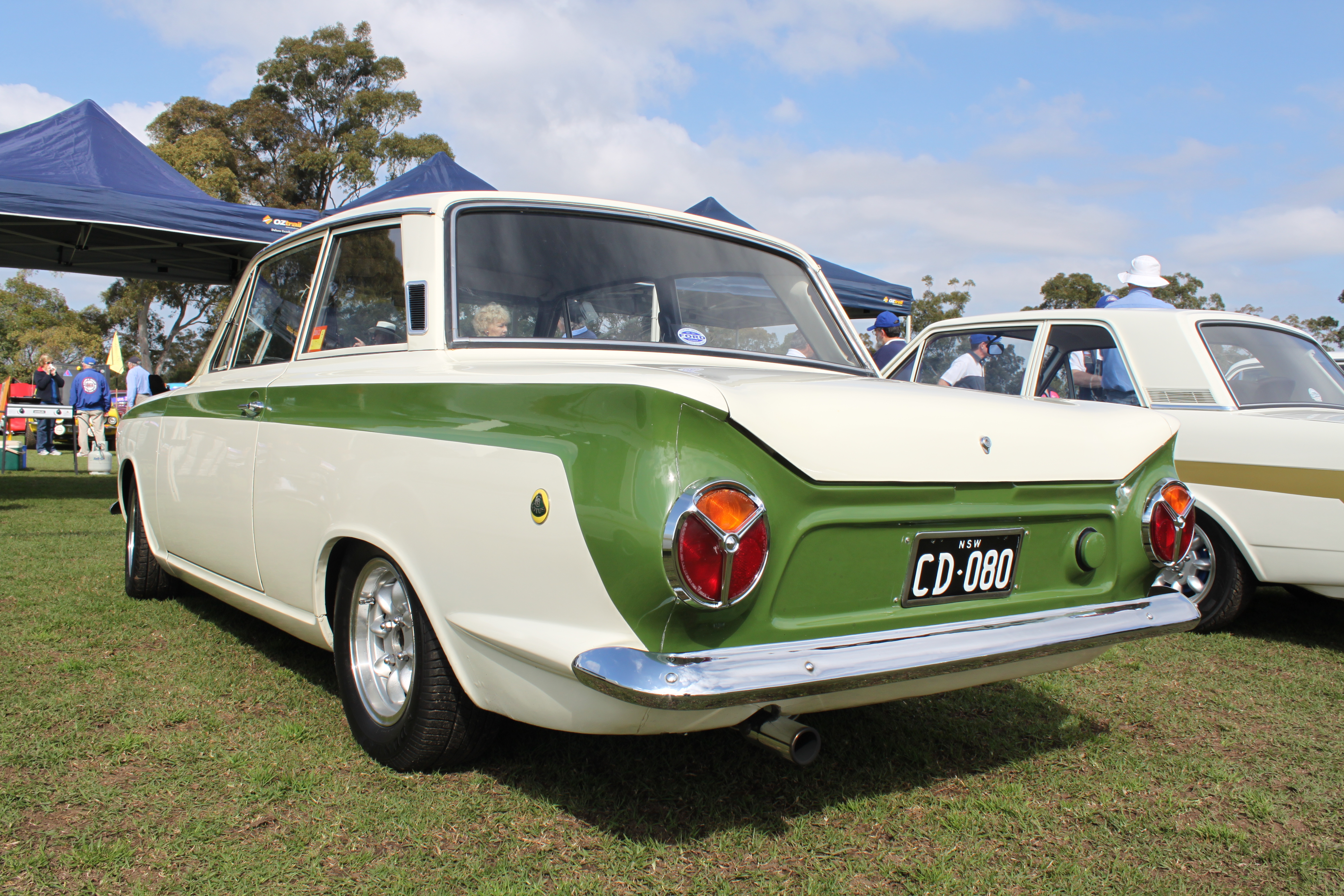
Ford Cortina Lotus similar al ganador

El Rally Costa del Sol de 1965 fue la 2.ª edición del citado rally, celebrado entre el 19 y el 20 de agosto de 1965 y contó con un itinerario de cuatro tramos cronometrados sobre asfalto. 

## Itinerario
Aparte de tramos de rally tradicionales, la organización diseñó un pequeño circuito urbano por la ciudad de Almería, cuya línea de meta se encontraba en la Calle poeta Paco Aquino, continuando por la Rambla de Belén en sentido descendente, virando de nuevo por la actual Avenida de la Estación y con un último sector en la carretera de Ronda.
| Día   | Tramo | Nombre           | Distancia | Hora | Ganador | Tiempo | Vel. media | Líder rally |
| ----- | ----- | ---------------- | --------- | ---- | ------- | ------ | ---------- | ----------- |
| Día 1 | SS1   | Circuito urbano  |           |      |         |        |            |             |
| Día 1 | SS2   | Almería Málaga   |           |      |         |        |            |             |
| Día 1 | SS3   | Málaga Granada   |           |      |         |        |            |             |
| Día 2 | SS3   | Granada Lanjarón |           |      |         |        |            |             |
| Día 2 | SS4   | Lanjarón Almería |           |      |         |        |            |             |

## Clasificación final[3]
| Pos. | Piloto                 | Copiloto          | Automóvil          | Tiempo   | Diferencia |
| ---- | ---------------------- | ----------------- | ------------------ | -------- | ---------- |
| 1.   | Francisco Sanjuán      | Lazcano           | Ford Cortina Lotus |          |            |
| 2.   | J. A. Molina           | M. Montero        | Renault Gordini    |          |            |
| 3.   | Víctor Ochoa Domínguez | Jaime Lazcano     | SEAT Abarth        |          |            |
| Ret  | Jesús Artés de Arcos   |                   |                    | Retirado |            |
| Ret  | Ángel Fernández Torres | Bandera de España |                    | Retirado |            |